# Austrálie na Zimních olympijských hrách 1994
Austrálii na Zimních olympijských hrách v roce 1994 reprezentovala výprava 25 sportovců (18 mužů a 7 žen) v 9 sportech.

## Medailisté
| Medaile | Jméno                                                         | Sport       | Soutěž                  |
| ------- | ------------------------------------------------------------- | ----------- | ----------------------- |
| Bronz   | Steven Bradbury Kieran Hansen Andrew Murtha Richard Nizielski | Short track | Muži štafeta na 5 000 m |